# Santa Paravia and Fiumaccio
Santa Paravia and Fiumaccio è uno dei primi esempi di videogioco gestionale, ambientato in Italia nel periodo rinascimentale. La prima versione è stata realizzata da George Blank in linguaggio BASIC, ed è stata pubblicata come codice sorgente sul numero di dicembre 1978 di SoftSide, rivista dedicata ai possessori dell'home computer TRS-80. La rivista presenta il programma come Santa Paravia en Fiumaccio, sebbene nel sorgente venga usato il titolo con and.
In seguito versioni migliorate sono state pubblicate commercialmente tramite supporto fisico dalla Instant Software di Peterborough per lo stesso TRS-80, Apple II, Commodore PET, TI-99/4A e Panasonic JR-200. Nel 1988 venne realizzato da StarSoft per MS-DOS, Amiga, Atari ST e Commodore 64 con grafica rinnovata e pubblicato dalla Keypunch di Monticello, utilizzando Santa Paravia come titolo di copertina. La StarSoft produsse anche una Tournament Version con regole speciali per il multigiocatore.
Molti altri rifacimenti non ufficiali e non commerciali sono apparsi negli anni, tra i quali per Atari 8-bit, ZX Spectrum, Windows, Mac OS, browser, dispositivi mobili.
Nel 2003 è stato pubblicato il codice sorgente del gioco adattato in linguaggio C, con l'autorizzazione dell'autore originale.

## Modalità di gioco
Il gioco, a turni annuali, riprende vagamente il gameplay di un precedente titolo, Hamurabi, aggiungendo però diversi elementi tra i quali una rappresentazione grafica dei progressi del regno. Nelle prime versioni la grafica è limitata a una mappa statica e non interattiva che viene mostrata a ogni turno, mentre il resto dell'interfaccia è puramente testuale; nelle versioni StarSoft anche il resto del programma è dotato di grafica. L'economia è incentrata sul commercio e produzione del grano, che va bilanciata a seconda della richiesta della popolazione. Il giocatore inizia a capo di una piccola città-stato nell'anno 1400 e ha l'obiettivo di ampliare il proprio dominio e ottenere un titolo nobiliare sempre più alto fino a diventare re/regina, entro un limite di turni corrispondente alla durata della vita del sovrano.
Ogni turno è costituito da quattro fasi: raccolto, tasse, mappa e lavori pubblici.
1. La prima fase informa sulla quantità di steri di grano ed ettari di terra coltivabile posseduti. La terra richiede servi e grano da seminare per produrre nuovo grano e il raccolto è influenzato anche dalle condizioni meteorologiche, mentre le riserve vengono intaccate dai ratti. Terra e grano si possono comprare e vendere, a prezzi che variano di turno in turno, mentre parte del grano va distribuito per il consumo; eccedendo il fabbisogno della popolazione si incentiva la sua crescita, e viceversa.
2. Si regolano le percentuali di tasse su dogane, vendite e redditi e la severità della giustizia, con un complesso insieme di effetti.
3. Questa fase di visualizzazione mostra su mappa l'ampiezza delle proprie terre e indica l'adeguatezza del numero di servi e delle difese militari. Se queste ultime sono insufficienti in rapporto alla terra posseduta e alle forze avversarie, si rischia di subire automaticamente un'invasione. Se posseduti, la mappa mostra lanificio, mercato, palazzo e cattedrale, tutti potenziabili a più livelli.
4. I lavori pubblici permettono l'ampliamento degli edifici sopra citati, che influenzano guadagni, tasse, occupazione e crescita della popolazione di varie classi sociali. Si possono inoltre arruolare più soldati e mostrare le statistiche di tutti i giocatori. A fine turno il computer calcola, in base a tutti i beni e sudditi posseduti, se il giocatore ottiene un nuovo titolo nobiliare.

La bancarotta e le invasioni hanno gravi effetti, ma il gioco termina solo con la morte naturale del sovrano, il cui anno esatto non è noto.